# Peleteria semiglabra
Peleteria semiglabra là một loài ruồi trong họ Tachinidae.